# Na+/K+-ATPáz

Ionáramlás

Alfa és béta alegységek

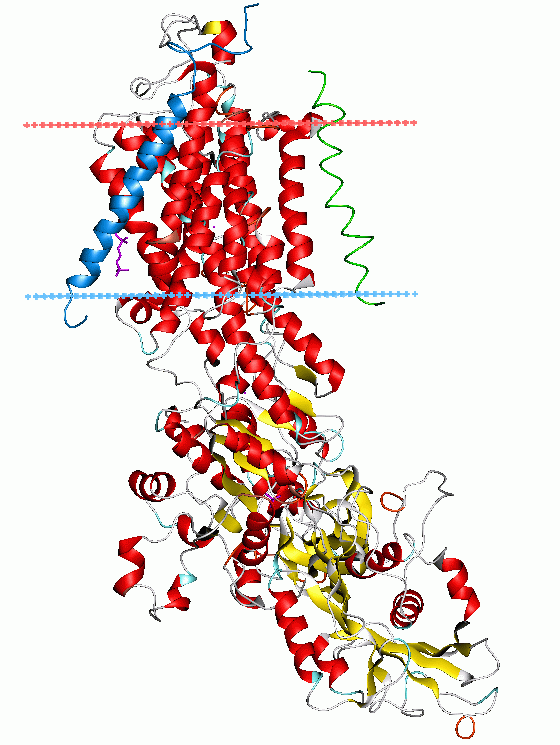
Nátrium-kálium pumpa, E2-Pi állapotban. A lipid kettősréteg becsült szénhidrogén határvonalait belül (intracelluláris) kék vonal, kívül (extracelluláris) piros vonal jelzi

Na+/K+-ATPáz (nátrium-kálium adenozin-trifoszfatáz, más néven Na+/K+ pumpa, nátrium-kálium pumpa, vagy nátrium pumpa) egy antiporter enzim (EC-szám: 3.6.3.9), egy elektrogén transzmembrán ATPáz, amely minden állati sejt sejtmembránjában megtalálható. A Na+/K+-ATPáz míg a nátriumot a sejtből ki, a káliumot a sejtbe pumpálja. Antiporter típusú aktivitása van, de valójában nem antiporter, mivel mindkét ion a koncentráció grádienssel ellentétes irányba mozog.

## Nátrium-kálium pumpák
A sejtek viszonylag magas kálium-ion, de alacsony nátrium-ion koncentrációjáért az aktív transzport felelős. Maga a folyamat a nátrium-kálium pumpának köszönhető, amely e két iont a sejtmembránon keresztül ellentétes irányba mozgatja. Erre a megállapításra sejtek sejtmembránján átáramló radioaktívan jelölt ionok megfigyelésekor jutottak. Összefüggést találtak a membrán két oldalán található nátrium- és kálium-ionok koncentrációja között, feltételezve, hogy ugyanaz a karrier felelős mindkét ion transzportjáért. Ma már köztudott, hogy ez a karrier ATPáz, mely három nátrium-iont pumpál ki a sejtből, kettő bepumpált kálium-ionért cserébe.
A nátrium-kálium pumpát egy dán tudós, Jens Christian Skou fedezte fel az 1950-es években, munkásságáért 1997-ben Nobel-díjat kapott. Felfedezésével közelebb juthatunk annak megértéséhez, hogyan jutnak be ionok a sejtebe, és onnan ki; melynek nagy jelentősége van az ingerlékeny sejtekben (pl. idegsejtek), melyek ingerület-továbbítása ettől a pumpától függ.

## Szerepe
A Na+/K+-ATPáz hozzájárul a nyugalmi potenciál fenntartásához, transzportál, és szabályozza a sejttérfogatot. Jelátvivő/integrátor szerepet tölt be a MAPK/ERK útvonal, a reaktív oxigén intermedierek, illetve az intracelluláris kalcium szabályozásában. Több állati sejtben Na+/K+-ATPáz felelős a sejt energiafelhasználásának körülbelül ötödéért, idegsejtek esetében akár kétharmadáért.

### Nyugalmi potenciál

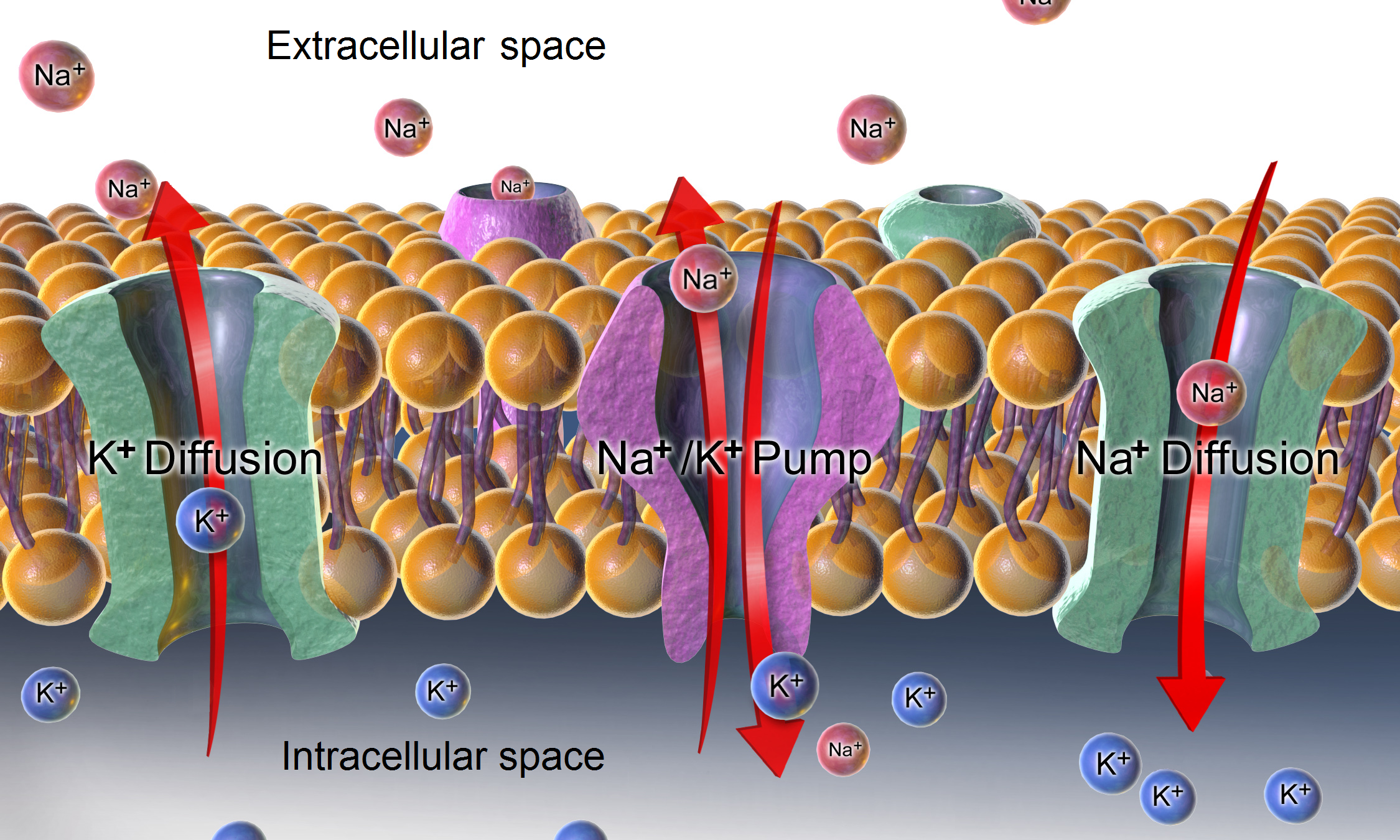
A Na^{+}/K^{+}-ATPáz, valamint a részt vevő ionok diffúziós hatásai a nyugalmi potenciál fenntartásában

A sejt membránpotenciáljának szinten tartásához, a sejtek a bennük lévő nátrium-ion koncentrációját alacsonyan, míg a kálium-ionét magasan tartják. A nátrium-kálium pumpa 3 nátrium-iont pumpál ki a sejtből, míg 2 kálium-iont juttat be, eggyel csökkentve a sejtben lévő pozitív töltések számát.
Nemcsak a nátrium-kálium pumpa aktivitása az egyetlen mechanizmus, amely hozzájárul a nyugalmi potenciál fenntartásához, fontos szerepet játszik a sejtmembrán szelektív áteresztőképessége is.

### Szállító funkció
Számos másodlagosan aktív transzporter működéséhez szükséges hajtóerőt a sejtből kipumpált nátrium-ion biztosítja. Az ilyen membrán transzporter fehérjék glukózt, aminosavakat vagy más tápanyagokat juttatnak a sejtbe a nátrium-ion-grádiens terhére.
A nátrium-kálium pumpa másik fontos feladata a számos szállító folyamat által használt Na+-grádiens biztosítása. Például a vékonybél hámjában található Na+-glükóz-kotranszporter lehetővé teszi a glükóz koncentráció-grádienssel szembeni felszívódását (a Na+-K+-pumpa által a hámsejt luminális oldalára pumpált nátrium-ionok koncentrációját használva, a nátrium-ionokat a glükózzal együtt a sejtbe juttatja – gyorsabb felszívódást biztosítva az egyszerű diffúziónál.
Hasonló mechanizmussal találkozhatunk a vesetubulusok proximális szakaszán.

### Sejttérfogat szabályozása
A Na+-K+-pumpa diszfunkciója a sejtek duzzanatához vezethet. A sejt ozmotikus nyomása a benne lévő különböző ionok, fehérjék és más szerves vegyületek koncentrációinak összessége. Amennyiben ez meghaladja a sejten kívüli tér ozmotikus nyomását, víz áramlik a sejtbe, a sejt megduzzad, esetleg annak sejtmembránja szét is szakadhat. 

## Működése
- ATP megkötésére a pumpa nátrium-kötő helyei megnyílnak, 3 intracelluláris Na+-ion kötődését lehetővé téve.[1]
- ATP hidrolízisével, annak terminális foszfátcsoportja az alfa-alegység aszpartátjára kerül, és ADP formájában leválik az enzimről.
- Konformációs változással a nátrium-ionok kötőhelye kifelé nyílik, s mivel a foszforilált enzim affinitása csökken, az immár sejten kívüli nátrium-ionok leválnak a pumpáról.
- 2 extracelluláris K+-ion kötődésével a pumpa defoszforilálódik, így újabb konformáció-változással a kálium-ionok a sejtbe transzportálódnak. Mivel a defoszforilált pumpa kálium-affinitása csökken, leválnak a kálium-ionok.
- ATP kötésével a folyamat kezdődik elölről.

## Felfedezése
A Na+/K+-ATPázt Jens Christian Skou fedezte fel 1957-ben a dániai Aarhus Egyetem Élettani Intézetének adjunktusaként, melyet ugyanabban az évben publikált.
1997-ben Nobel-díjat kapott "egy ionszállító enzim, a Na+, K+ -ATPáz azonosításáért."

## Fordítás
- Ez a szócikk részben vagy egészben  a   Na+/K+-ATPase című angol Wikipédia-szócikk fordításán alapul.  Az eredeti cikk szerkesztőit annak laptörténete sorolja fel. Ez a jelzés csupán a megfogalmazás eredetét és a szerzői jogokat jelzi, nem szolgál a cikkben szereplő információk forrásmegjelöléseként.